# چارتوو
چارتوو (به لهستانی:  Czartów) یک روستا در لهستان است که در گمینا کژشتسه واقع شده‌است. چارتوو ۷۰ نفر جمعیت دارد.